# Enrique Krauze
Pour les articles homonymes, voir Krauze.
 (janvier 2023).
Améliorez-le ou discutez des points à vérifier. 
Enrique Krauze Kleinbort né le 16 septembre 1947 à Mexico  est un historien, essayiste et éditeur mexicain.

## Distinctions
- Grand-croix de l'ordre d'Isabelle la Catholique